# 張幼儀
張幼儀（1900年1月29日—1989年1月25日），名嘉玢，又稱蘇張幼儀，是一位出生江苏省寶山（今上海市寶山區）的銀行家與企業家，為張君勱、張公權之妹，也是徐志摩之元配。

## 生平

### 早年生活
1900年1月29日（農曆庚子年十二月廿九日），張幼儀在江苏省寶山出生，在其兄弟姐妹中排行第八。
1903年，三歲，被母親要求纏足，纏足數天後感到不適，因二哥張君勱反對而停止。當時母親問：「如果女兒不纏足，將來誰會娶她？」張君勱回答：「要是沒人娶她，我會照顧她。」
1907年，她隨父母舉家由寶山遷至南京。1912年，她考入江蘇省立第二女子師範學校，學費連雜費每學期五元。
1913，父母把徐志摩的照片拿給張幼儀看，她只說：「我沒意見」。徐志摩首次見到其照片時便以嫌棄口吻說：「鄉下土包子！」
1915年，9月，她退學回家準備結婚。12月5日，她與徐志摩遵照父母旨意舉行婚禮。婚後幾星期徐志摩離家進修，先到北洋大學，後轉至北京大學。
1918年，她待在徐氏老家侍奉公婆，並產下長子徐積鍇，小名阿歡。同年夏季，徐志摩赴美國留學，入讀克拉克大學。她二哥張君勱亦到歐洲留學。
1919年，她在徐家接受私人敎師敎導。同年，徐志摩克拉克大學畢業後，入讀哥倫比亞大學政治學系。
1920年，徐志摩在哥倫比亞大學碩士畢業後赴英國，入讀倫敦政治經濟學院，和當時16歲的林徽因熱戀。同年冬季，張幼儀前往歐洲與徐志摩會合，在法國馬賽下船後，兩人先遊覽巴黎，然後坐飛機到英國。
1921年，徐志摩入讀劍橋大學當特別生，她居於劍橋附近的沙士頓（Sawston）。正和林徽因熱戀的徐志摩，得知張幼儀再次懷孕時，立即要求她墮胎及離婚，她不敢墮胎，說墮胎會死人，徐志摩冷酷地說：「坐火車還死過人呢，那麼你就不坐火車了嗎？」之後徐不辭而別、音訊全無，只留下她孤身一人，在絕望中她曾考慮自殺。後來，她隻身到巴黎投靠二哥，之後隨七弟到德國柏林。
1922年，她在柏林產下徐德生（洋名彼得），徐志摩匆匆趕來，拿著已寫好的離婚書要她簽名，她想先徵求父母意見，但徐志摩要求她立即簽署，因林徽因將返回中國。她簽署離婚書後，徐志摩正式宣告這是中國依據民法的第一樁西式文明離婚案。同年10月，徐志摩返回中國。

### 離婚之後
1922年，離婚後，張幼儀開始在德國柏林入讀 Pestalozzi Furberhaus 學校學習幼兒教育。
1925年，3月19日，未足三歲的次子徐德生因病夭折。3月26日，徐志摩稱奉母命前來，兩人同遊意大利（張幼儀後來發現，徐志摩出走歐洲的另一個原因是逃避他情婦陸小曼之夫王賡的死亡恐嚇）。得知陸小曼和王賡離婚後，徐志摩返回中國。張幼儀之後移居德國漢堡，繼續學業。
1926年，徐志摩之父徐申如邀請她返回中國：當時，徐志摩欲與陸小曼結婚，徐申如即向她徵詢意見。她由八弟陪同，藉由西伯利亞鐵路，返回闊別五年的中國。後來，徐申如收她為義女，並與妻子繼續接受其奉養。她攜長子徐積鍇由硤石遷至北京。
1927年，他母親及父親先後辭世，徐志摩未有出席兩人的喪禮。她在東吳大學教授德文。
1928年，她在四哥張公權協助下接管經營上海女子商業儲蓄銀行，並在短時間內使其轉虧為盈。此後，她還開辦雲裳服裝公司擔任總經理，引入新潮時裝式樣，徐志摩亦入股雲裳公司，並把自己的朋友介紹給她擔任服裝設計師。同時，她也進行股票交易操作。
1931年，11月18日徐志摩前至雲裳公司取其訂製襯衫；她在交談中得知徐氏欲於隔日免費搭乘中國航空公司郵政飛機前往北平，並勸其為此事再三考慮。11月19日，徐志摩乘郵政飛機由南京到北平出席林徽因的演講，中途墜機身亡。因陸小曼拒絕認領徐志摩的遺體，張幼儀讓13歲的兒子徐積鍇由自己的八弟陪同前往濟南認領遺體。在公祭儀式上，她更堅持以傳統禮儀舉行。
1934年，她協助兄長張君勱管理中國國家社會黨之財務。
1944年，徐志摩之父逝世，張幼儀繼續每月給予陸小曼三百元生活費（生活費原由徐志摩之父給與陸），持續四至五年，直至翁瑞午通知她停止。（翁瑞午係徐志摩好友醫師，替陸小曼推拿，徐志摩死後照顧陸小曼。）
1947年，兒子徐積鍇和兒媳移居美國，兒子後來當上土木工程師。
1949年，張幼儀於4月移居香港。之後，邂逅鄰居蘇季之。當時蘇季之已離婚，有一子三女，未有在香港行醫的資格。
1954年，她與蘇季之在日本舉行婚禮。婚後，幫助蘇季之取得香港行醫資格及開辦診所兩間。
1967年，張幼儀和蘇季之共遊歐洲，回到英國劍橋、德國柏林等當年自己住過的地方。之後她參與策劃編纂臺灣版《徐志摩全集》。
1972年，蘇季之因腸癌病逝，葬於香港。
1974年，張幼儀移居美國紐約與兒子團聚。並由侄孫女張邦梅（Pang-Mei Natasha CHANG）撰寫了她的口述回憶錄Bound Feet and Western Dress（中譯本名《小腳與西服》）。
1989年，張幼儀逝世於紐約，並被安葬在芬克里夫墓园。

## 語錄
- 「我要為離婚感謝徐志摩，若不是離婚，我可能永遠都沒有辦法找到我自己，也沒有辦法成長。他使我得到解脫，變成另外一個人。」[8]
- 「你總是問我，我愛不愛徐志摩。你曉得，我沒辦法回答這個問題。我對這問題很迷惑，因為每個人總是告訴我，我為徐志摩做了這麼多事，我一定是愛他的。可是，我沒辦法說什麼叫愛，我這輩子從沒跟什麼人說過『我愛你』。如果照顧徐志摩和他家人叫愛的話，那我大概愛他吧。在他一生當中遇到的幾個女人裡面，說不定我最愛他。」

## 影視作品
- 《人間四月天》，1999年電視劇，由劉若英飾演。
- 《徽因》，2021年廣藝劇場NO.5 臺韓合創音樂劇，由謝雅兒飾演。